# Vexilla regis prodeunt

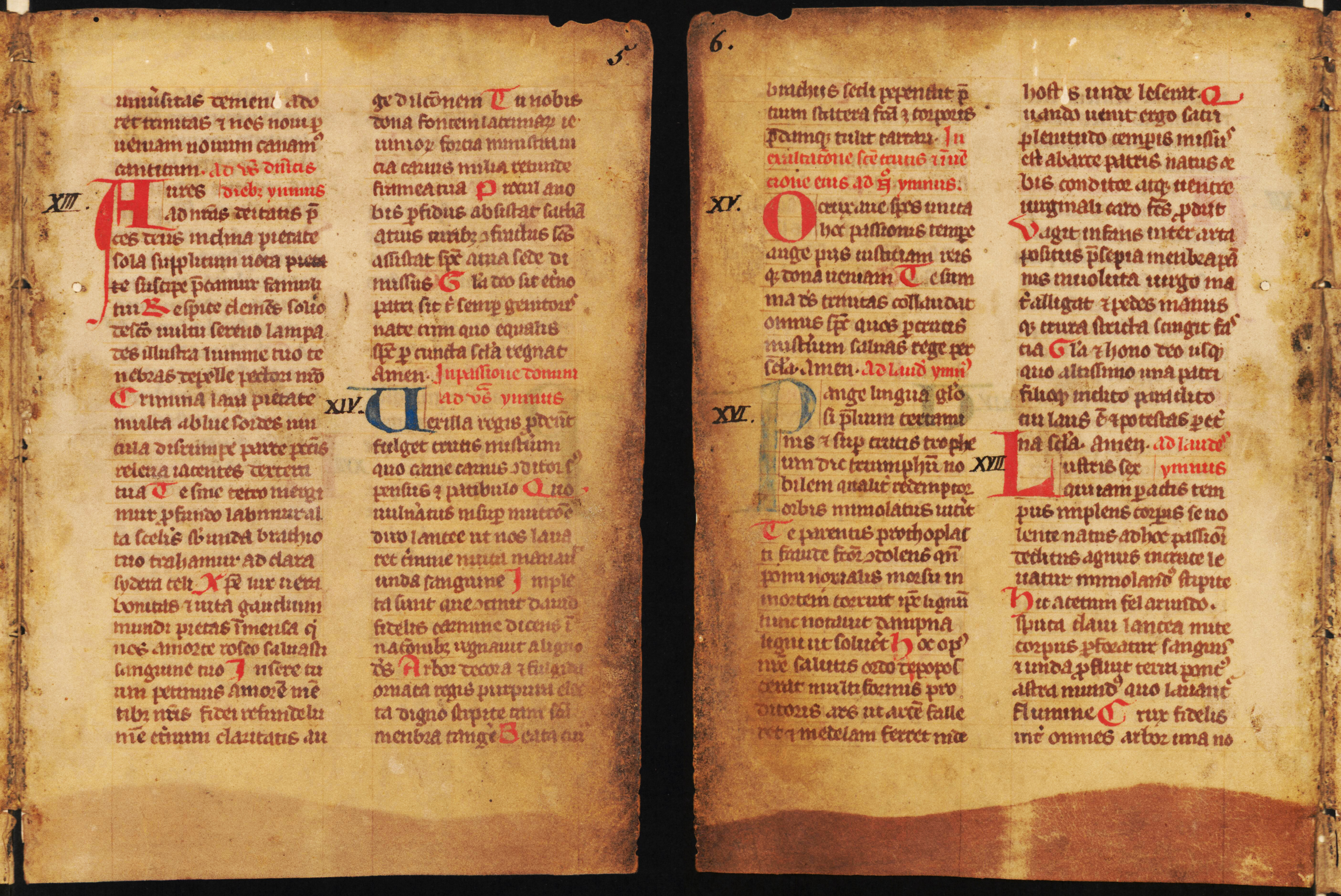
Vexilla Regis prodeunt, rękopis z biblioteki Uniwersytetu Wrocławskiego, XIII w.

Vexilla regis prodeunt to hymn łaciński utrzymany w metrum dymetru jambicznego. Autorem słów dzieła jest wczesnośredniowieczny biskup katolicki i poeta łaciński Wenancjusz Fortunat, biskup Poitiers. Hymn został wykonany po raz pierwszy w procesji w dniu 19 listopada 569 roku, gdy relikwia Prawdziwego Krzyża została wysłana przez bizantyjskiego cesarza Justyna II na prośbę królowej Franków św. Radegundy (żony Chlotara I) do ufundowanego przez nią klasztoru Świętego Krzyża w Poitiers.

## Użycie w liturgii
W tradycyjnym obrządku rzymskim jest to hymn nieszporny na okres Męki Pańskiej (od niedzieli Iudica do Wielkiej Środy), a także na święta Podwyższenia Krzyża świętego (14 września) i Znalezienia Krzyża świętego (3 maja, usunięte z kalendarza ogólnego). W liturgii rzymskiej zreformowanej po Soborze watykańskim II jest używany w liturgii godzin od pierwszych niezporów Niedzieli Palmowej do nieszporów Wielkiej Środy oraz podczas nieszporów Podwyższenia Krzyża Świętego (jeśli święto przypada w niedzielę, podczas pierwszych i drugich nieszporów).
Hymn ten śpiewano również w Wielki Piątek w uroczystej procesji przeniesienia Najświętszego Sakramentu z ołtarza wystawienia do ołtarza głównego. 

## Tekst i jego interpretacja
Pierwotnie hymn składał się z 8 strof. W X wieku strofy 7 i 8 były stopniowo zastępowane przez nowe (O crux ave, spes unica),  została też dodana doksologia Te summa Deus Trinitas.
Vexilla, o których mowa w hymnie, to oznaki (narzędzia) Męki Pańskiej, a wśród nich najważniejszy jest Krzyż Święty. Według późniejszej interpretacji symbolicznej miały reprezentować chrzest, eucharystię i inne sakramenty. Clichtoveus Jodocus (XIV-wieczny flamandzki humanista i teolog) wyjaśnia, że tak jak vexilla (łac. vexillum – sztandar, chorągiew, oddział) jest wojskowym insygnium królów i książąt, tak dla Chrystusa jest to krzyż, włócznia i inne narzędzia Pasji, którymi „walczył przeciw prastarym wrogom i odrzucił księcia tego świata”.

## Tekst łaciński i tłumaczenia polskie
Poniżej znajduje się:
- tekst łaciński autorstwa św. Wenancjusza Fortunata z roku 569 z późniejszymi zmianami[8];
- anonimowe tłumaczenie średniowieczne[9];
- tekst z Kancyjonału pieśni nabożnych (1721)[10];
- tłumaczenie ks. abpa Piotra Mańkowskiego (1866-1933)[11];
- tłumaczenie ks. Tadeusza Karyłowskiego SJ (1882–1945)[12];
- tłumaczenie Leopolda Staffa z Mszału rzymskiego z dodaniem nabożeństw nieszpornych (Bruges-Tyniec, 1949)[13];
- tłumaczenie z Brewiarza[14].

| Tekst łaciński | Anonimowe tłumaczenie średniowieczne | Tłumaczenie z Kancyjonału pieśni nabożnych | Tłumaczenie ks. abpa Piotra Mańkowskiego |
| --- | --- | --- | --- |
| 1. Vexilla Regis prodeunt: Fulget Crucis mysterium, Qua Vita mortem pertulit, Et morte vitam protulit. 2. Quæ, vulnerata lanceæ Mucrone diro, criminum Ut nos lavaret sordibus, Manavit unda et sanguine. 3. Impleta sunt quæ concinit David fideli carmine, Dicendo nationibus: Regnavit a ligno Deus. 4. Arbor decora et fulgida, Ornata Regis purpura, Electa digno stipite Tam sancta membra tangere. 5. Beata, cuius bracchiis Pretium pependit sæculi, Statera facta corporis, Tulitque prædam tartari. 6. O Crux, ave, spes unica In hac triumphi gloria, Piis adauge gratiam, Reisque dele crimina. 7. Te, fons salutis, Trinitas, Collaudet omnis spiritus: Quibus Crucis victoriam Largiris, adde præmium. Amen. | 1. Idą krolewskie proporce, Jasne krzyża tajemnice, Na nim, ktory ciało stworzył, Podług ciała sie zawiesił. 2. Na ktorym okrutnie zranion, Bok srogą włocznią przebodzion, Krew i woda wypłynęła, By nas od grzechow omyła. 3. Spełniło sie, co powiedał Dawid, gdy na ludzi wołał: "Od drzewa ma Bog królować, Wszytek go świat ma oględać". 4. Drzewo krasne i wybrane, Krolewską krwią zrumienione, Nade wszytki godne tego Nieść członki Boga prawego! 5. Błogieś, iż na twych ramieniech Zapłacon wszego świata grzech, Na tobie myto zważono, Więźnie z piekła wykupiono. 6. Przeto-ć sie, krzyżu, kłaniamy, Mękę Pańską spominamy. Pomnoż cnotę sprawiedliwym, A daj odpuszczenie winnym. 7. Ciebie, Trojca, Boże wielki, Niechaj chwali język wszelki. A ktoreś przez krzyż odkupił, By zawsze rządził i zbawił. Amen. | 1. Chorągiew Krola wiecznego, Nadchodzi święty Krzyż jego – Lśni się na ktorym skazany Bog w ciele zamordowany. 2. Na ktorym od włoczni srogiej Ranę odniosł, skąd krwie drogiej – Z wodą żywą szły strumienie Na dusz naszych odkupienie. 3. Wzięło skutek Dawidowe Dawno proroctwo takowe – Iż Bog od drzewa krolował Narodom i w nich panował. 4. Drzewo krwią drogą polane W szarłat krolewski przybrane – Z tak godnego pnia wycięte, <Na>sze dziś członki tak święte. 5. Szczęśliwe twoje ramiona, Na ktorych jest odważona – Summa za świat, okup drogi, Skąd i czart był płono srogi. 6. O Krzyżu, bądź pozdrowiony, Nadziejo naszej korony – Przyczyń dobrym pobożności, W ten czas święty zgładź złych złości. 7. Ciebie, Trojco, Boże wielki, Niechaj wysławia duch wszelki – Rządź nas na wieki łaskawie, Zbawionych w Krzyżowej sprawie. Amen. | 1. Króla wznoszą się znamiona, tajemnica krzyża błyska, na nim Życie śmiercią kona, lecz z tej śmierci życie tryska. 2. Poranione ostrzem srogim włóczni, co Mu bok przeszywa, aby nas pojednać z Bogiem, krwią i wodą hojnie spływa. 3. Już się spełnia wieczne słowo pieśni, co ją Dawid śpiewa, głośną na świat cały mową, oto Bóg królował z drzewa. 4. Drzewo piękne i świetlane, zdobne w cną purpurę Króla, z dostojnego pnia wybrane, święte członki niech otula. 5. O szczęśliwe, bo ramiony dzierżąc, waży Boskie Ciało, okup świata zawieszony i łup piekłu odebrało. 6. Krzyżu, bądźże pozdrowiony, o nadziejo ty jedyna! Dobrym łaski pomnóż plony, z grzesznych niech się zmyje wina. 7. Trójco, źródłem, coś żywota, Ciebie świat niech sławi cały, przez Krzyż Święty otwórz wrota do zwycięstwa i do chwały! |

| Tłumaczenie ks. Tadeusza Karyłowskiego SJ | Tłumaczenie Leopolda Staffa | Tłumaczenie z Brewiarza |
| --- | --- | --- |
| 1. Chorągiew Króla buja wzwyż: Lśni tajemnica pełna chwał, Że Żywot podjął śmierć przez krzyż I śmiercią życie światu dał! 2. On, srogiej włóczni znosząc raz, Ażeby drogą dziatwą swą Od wszelkiej zbrodni obmyć skaz, Ze serca wylał wodę z krwią. 3. Spełnione, co już śpiewał wprzód Król Dawid z natchnień świętych strug, Narodom szczęsny głosząc cud, Że zakróluje z Drzewa Bóg! 4. O Drzewo sławne ziemiom wszem, Purpurą Króla zdobny w krąg, Coś godne było zacnym pniem Tak świętych dotknąć nóg i rąk! 5. Szczęśliwy ramion twoich słup, Co cenę świata dźwigał sam: Z tej szali, piekłu biorąc łup, Przeważył Stwórca grzechu kłam! 6. O witaj Krzyżu, szczęście dusz, W tym czasie, w którym cierpiał Pan, Pokornym — łaski skarby mnóż A winnych ulecz z grzechu ran! 7. Łask Zdroju, Trójco, rzesze rzesz Niech sławią dobroć twą bez miar: Tym, którym krzyża triumf ślesz, Nagrody wiecznej przydziel dar! Amen. | 1. Sztandary Króla wznoszą się: Tajemny krzyża błyszczy trzon, Kędy poniosło życie śmierć, Zdobywszy życie przez swój zgon. 2. Zranione przez okrutny spiż Oszczepu, aby brud i zło Grzechu z nas obmyć, życie to Spłynęło wodą razem z krwią. 3. Więc się spełniło, o czym już W pieśni swej Dawid wieścić mógł, Narodom ogłaszając wszem: Z krzyża królować będzie Bóg. 4. O smukłe, święte drzewo ty, Zdobne w szkarłatną Króla krew; By członków świętych tknąć swym pniem, Wybrane godnie z wszystkich drzew. 5. Szczęsne, że na ramionach twych Na okup świata zawisł trup, Któremuś wagą stało się, By z paszczy piekieł wyrwać łup. 6. Krzyżu, nadziejo jedna, bądź Błogosławiony w męki czas Pobożnym łask przymnożyć racz I wytęp zbrodnie w winnych nas. 7. Trójco, zbawienia w Tobie zdrój; Niechaj Cię duch uwielbia nasz: Komu w zwycięstwie krzyża dział Temu nagrodę także dasz. Amen. | 1. Sztandary Króla się wznoszą, Już krzyż chwalebny jaśnieje, Na którym Stwórca człowieka W człowieczym ciele zawisnął. 2. To na nim Jezus, zraniony Okrutnej włóczni żelazem, Oczyścił z winy grzeszników Strumieniem krwi oraz wody. 3. Wspaniałe drzewo, ozdobne Purpurą krwi Chrystusowej, Wybrane, aby na sobie Unosić ciało najświętsze. 4. Ramiona drzewa szczęśliwe Dźwigają okup wszechświata; Szalami wagi się stając, Wydarły zdobycz Otchłani. 5. Oddajmy pokłon krzyżowi, Co był ołtarzem ofiary, Bo na nim Życie umarło, By śmiercią życie przywrócić. 6. O krzyżu, bądź pozdrowiony, Jedyna nasza nadziejo! Zachowaj wiernych od złego I zniwecz zbrodnie ludzkości. 7. O Trójco, źródło zbawienia, Niech każdy duch Cię wysławia, A Ty, przez krzyż odkupionych Umacniaj łaską na wieki. Amen. |

## Vexilla regisw kulturze

### W literaturze

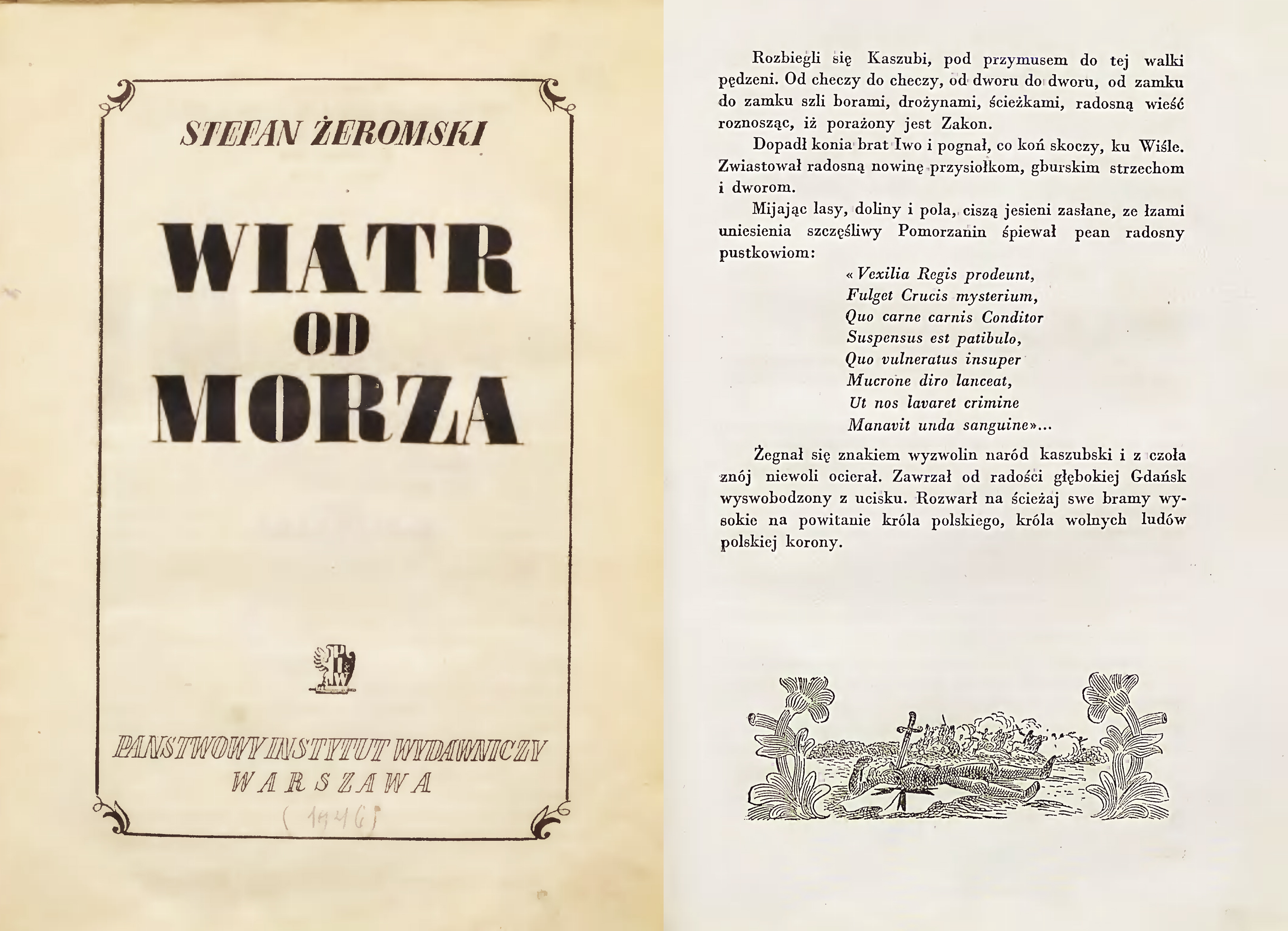
Vexilla regis prodeunt, Stefan Zeromski, Wiatr od morza, 1946, strona tytułowa oraz s. 149 z obszernym cytatem z hymnu Vexilla Regis prodeunt.

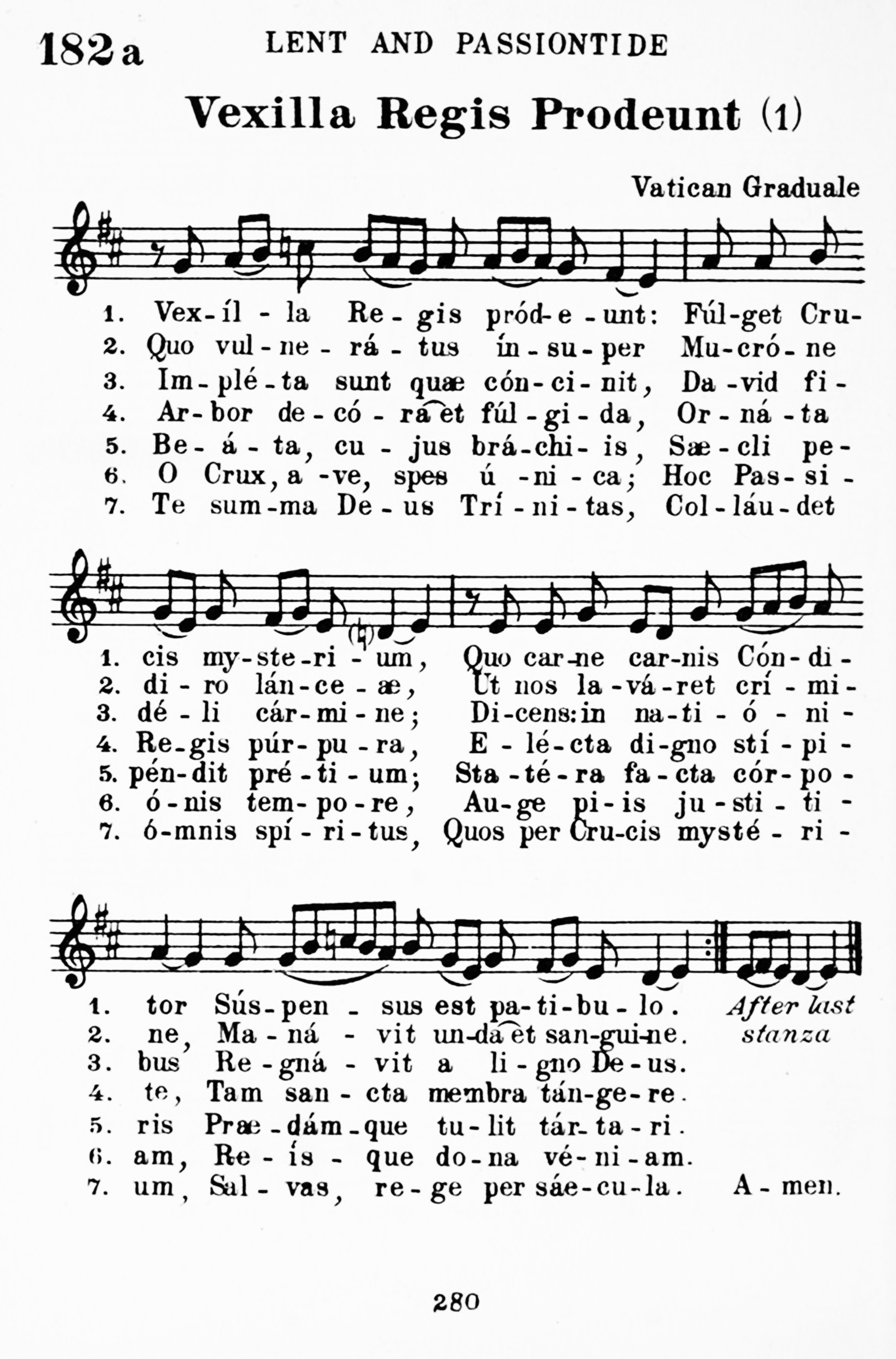
Vexilla Regis prodeunt we współczesnej notacji muzyczne

W Boskiej komedii Dantego (Piekło, Canto XXXIV, 1) można odnaleźć parafrazę pierwszych słów hymnu.
Stefan Żeromski w książce „Wiatr od morza” opis zwycięstwa Polaków z Krzyżakami w bitwie pod Świecinem w roku 1462 r. zakończył następującymi słowami: „Dopadł konia brat Iwo i pognał, co koń skoczy, ku Wiśle. Zwiastował radosną nowinę przysiółkom, gburskim strzechom i dworom. Mijając lasy, doliny i pola, ciszą jesieni zasłane, ze łzami uniesienia szczęśliwy Pomorzanin śpiewał pean radosny pustkowiom: Vexilla Regis prodeunt...”.

### W muzyce
Hymn ten na przestrzeni wieków został wielokrotnie opracowany muzycznie.
Najstarsze opracowanie powstało już w średniowieczu w formie chorału gregoriańskiego. Tekst ten opracowało także wielu wybitnych kompozytorów (niektórzy kilkakrotnie), jak np. Guillaume Dufay, Pierre de la Rue, Orlando di Lasso, Giovanni Pierluigi da Palestrina, Tomás Luis de Victoria, Antonio Lotti, Giovanni Battista Pergolesi, Franz Liszt, Giacomo Puccini, Anton Bruckner i inni.
Tekst hymnu w tłumaczeniu ks. abpa Piotra Mańkowskiego został wykorzystany przez ks. Alojzego Odrobinę CM do napisania pieśni pasyjnej "Króla wznoszą się znamiona".
Pierwsza zwrotka tego hymnu została wykorzystana przez Gustava Holsta w jego kompozycji Hymn Jezusa (The Hymn of Jesus, H. 140, op. 37) na dwa chóry: dwugłosowy chór żeński (chłopięcy) i jednogłosowy chór męski (zgodnie z zapisem w partyturze: "Kilka tenorów i barytonów w oddaleniu") i orkiestrę symfoniczną. Powstawała ona w latach 1917–1919, po raz pierwszy została wykonana w roku 1920. 
Hymn Vexilla regis pojawia się w pierwszej części utworu (Prelude) wraz z melodią gregoriańską, śpiewany unisono przez głos sopranowy (treble) chóru żeńskiego, po niej chór męski śpiewa pierwszą zwrotkę hymnu Pange, lingua, gloriosi proelium certaminis, po czym następuje część druga utworu (Hymn), w której kompozytor wykorzystał przetłumaczone na język angielski fragmenty apokryficznych Dziejów Jana.

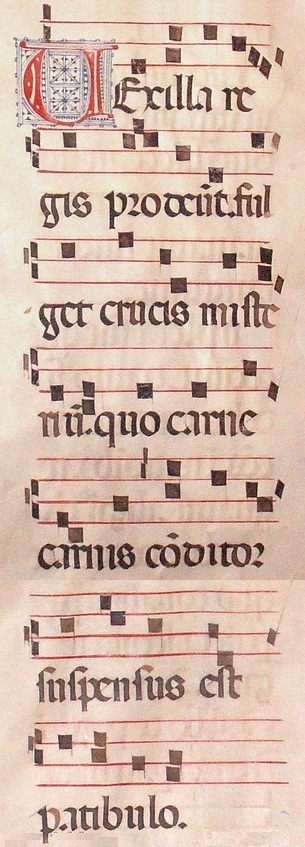
Vexilla regis prodeunt -  manuskryt włoski (między 1400 a 1420)
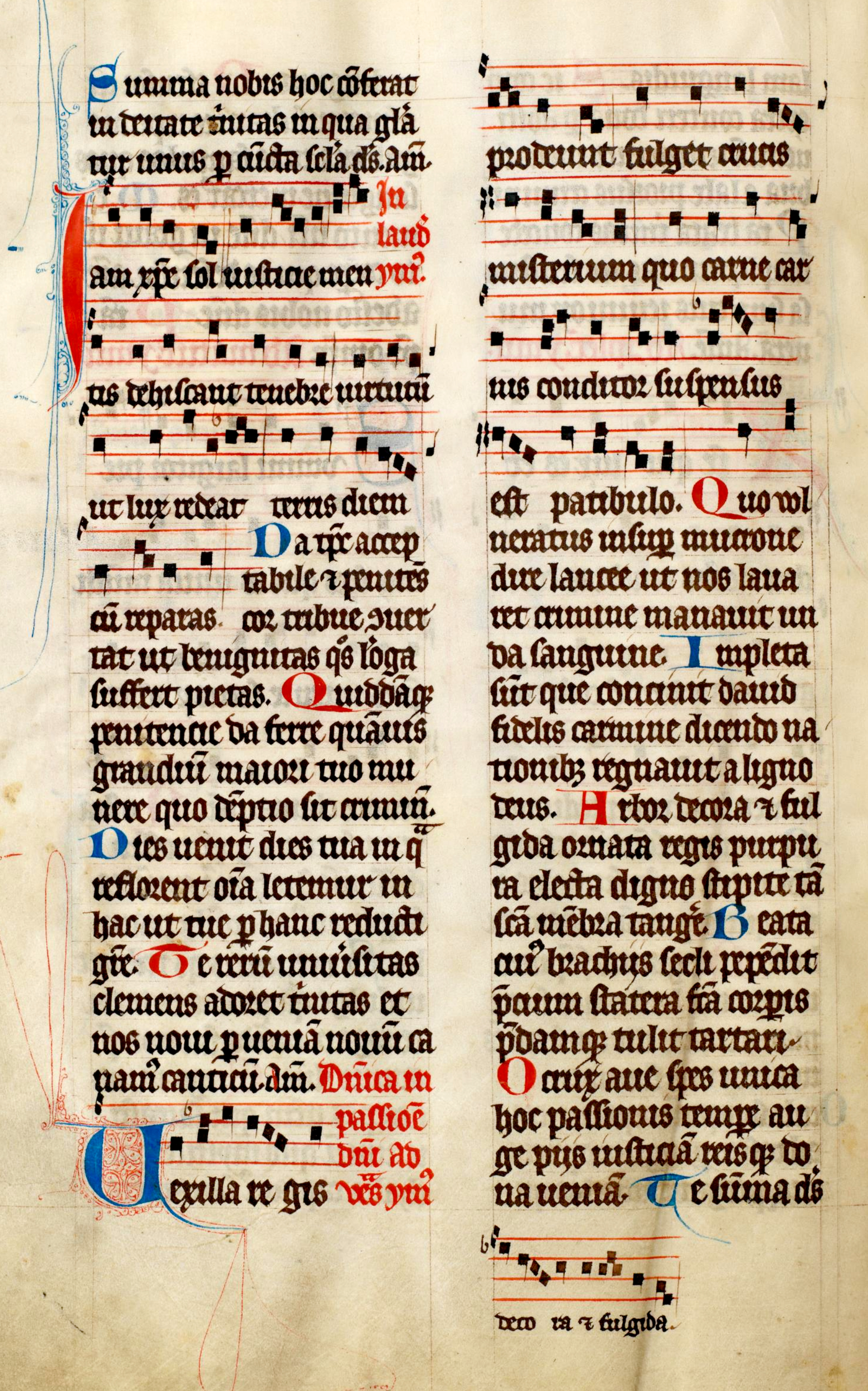
Vexilla Regis prodeunt, rękopis austriacki z XIV w.
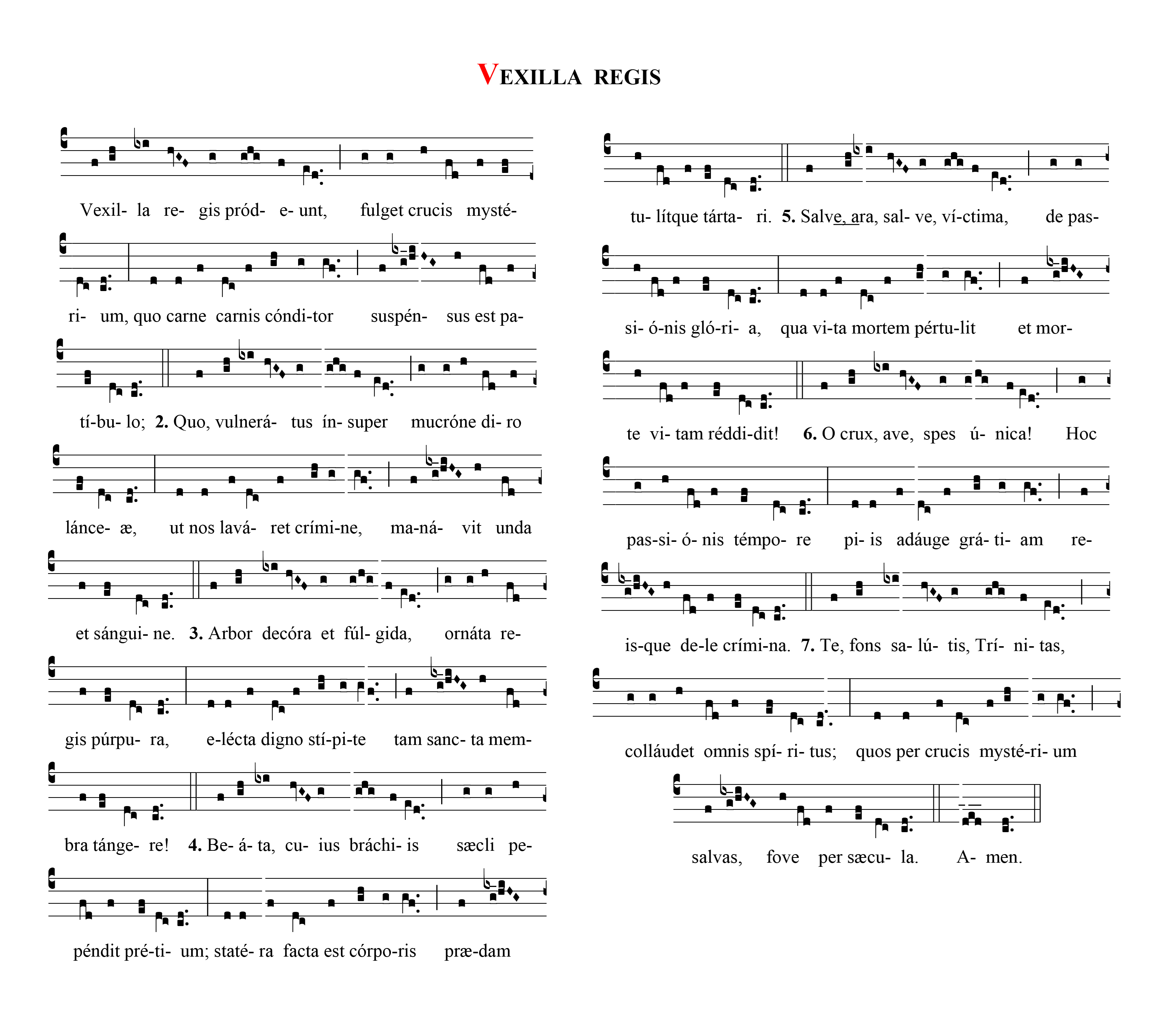
Vexilla Regis prodeunt, melodia gregoriańska we współczesnej szacie gaficznej
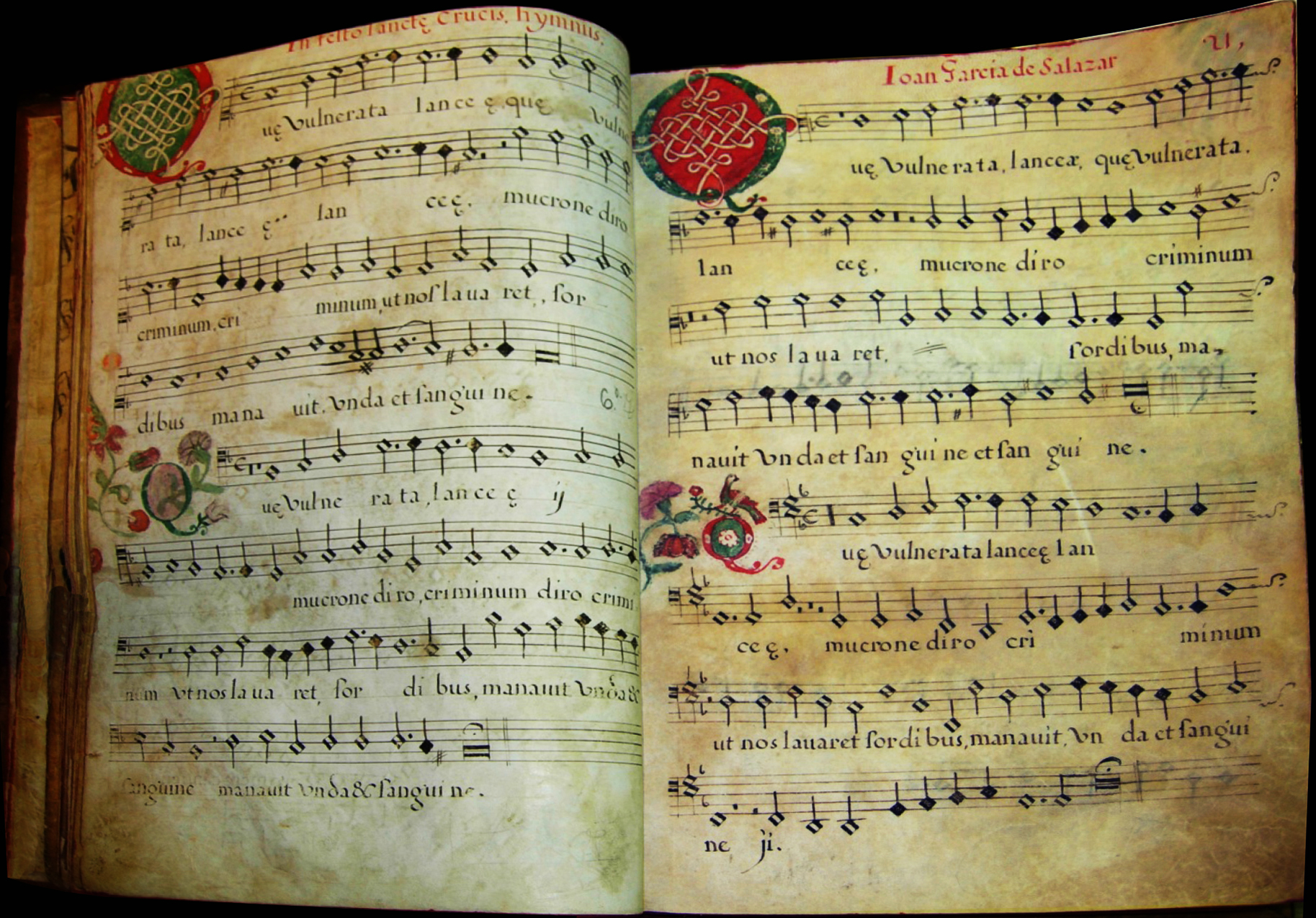
Vexilla Regis prodeunt, Juan Garcia de Salazar, archiwum katedry w Zamora, Hiszpania